# Gymnasium Dingolfing
Das Gymnasium Dingolfing ist eines der zwei staatlichen Gymnasien im Landkreis Dingolfing-Landau. Die Schule liegt an der Kerschensteinerstraße im Dingolfinger Schulviertel – südlich der Isar und östlich des historischen Stadtzentrums.

## Profil
Das Gymnasium Dingolfing ist ein naturwissenschaftlich-technologisches (NTG) und sprachliches (SG) Gymnasium. Die erste Fremdsprache in beiden Ausbildungsrichtungen ist Englisch. Ab der 6. Jahrgangsstufe lernen die Schüler Latein oder Französisch, ab der 8. Jahrgangsstufe erfolgt die Aufteilung in NTG und SG. Die Schüler können sich entweder für den naturwissenschaftlich-technologischen oder sprachlichen Zweig entscheiden (sprachlicher Zweig: Fremdsprachenfolge Englisch, Französisch, Spanisch oder Englisch, Latein, Spanisch).
Für die Ausstattung des Gymnasiums Dingolfing ist der Landkreis Dingolfing-Landau als Sachaufwandsträger zuständig. Durch eine IT-Partnerschaft mit BMW stehen der Schule zudem vier regelmäßig neu ausgestattete Computerräume zur Verfügung. Die naturwissenschaftliche Sammlung ist insbesondere in den Bereichen Chemie und Biologie überaus umfangreich. Das Gymnasium wurde als Digitale Schule 2021 zertifiziert.
Der Förderverein und Elternbeirat unterstützen die Lehrkräfte bei Projekten und Veranstaltungen.

## Aktivitäten
Das Profil der Schule prägen viele Aktivitäten im musischen und naturwissenschaftlichen Bereich. Chöre, Orchester, Big Band und Instrumentalgruppen sowie die seit 1962 bestehenden Theatergruppen bereichern den Schulalltag. Im Jahr 2002 ist das Oberstufentheater des Gymnasiums Dingolfing mit dem Jugendkulturpreis des Landkreises ausgezeichnet worden. Aber auch im naturwissenschaftlichen Bereich engagieren sich viele der Schüler. So sind jedes Jahr bei Jugend forscht, der Mathematik-Olympiade und anderen Wettbewerben Schüler der Schule unter den Preisträgern.
Für die 7. und 8. Klassen werden jedes Jahr mehrtägige Skikurse angeboten.
Im Schuljahr 2017/18 wurde das Angebot an Wahlunterricht erneut erweitert, so gibt es beispielsweise:
- Mediation/Streitschlichtung[7]
- Schulspiel, Theatergruppe
- Textverarbeitung 7. Klasse
- Förderunterricht Deutsch, Englisch, Mathematik, Physik, Spanisch

Es werden Pluskurse in Biologie, Mathematik und Chemie angeboten.
Die Teilnahme an folgenden musikalischen Ensembles ist für die Schüler möglich:
- Kindermusical
- Chor
- Orchester
- Juniorjazzband
- Bigband

Allen Schülern steht es offen, für einige Instrumente angebotenen kostenlosen Instrumentalunterricht zu besuchen.

## Internationale Kontakte
Seit 1985 pflegt das Gymnasium Dingolfing den Schüleraustausch mit der Oak Hills High School in Cincinnati, USA. Jedes Jahr fahren im September ca. 30 Schüler der 11. Klassen für drei Wochen in die USA, um dort bei Familien zu leben und den Unterricht an der Oak Hills High School zu besuchen. Im Frühjahr des folgenden Jahres kommen die amerikanischen Schüler auf Gegenbesuch.
In der 8. bzw. 9. Jahrgangsstufe haben die Schülerinnen und Schüler die Möglichkeit bei einem Schüleraustausch mit Agen und Brumath, der Partnerstadt von Dingolfing, die französische Kultur kennen zu lernen und ihre Französischkenntnisse zu verbessern.
Seit 2015 besteht im Zusammenhang mit dem ausgeweiteten Spanischunterricht ein jährlich stattfindendes Austauschprogramm mit der Hauptstadt Andalusiens, Sevilla.

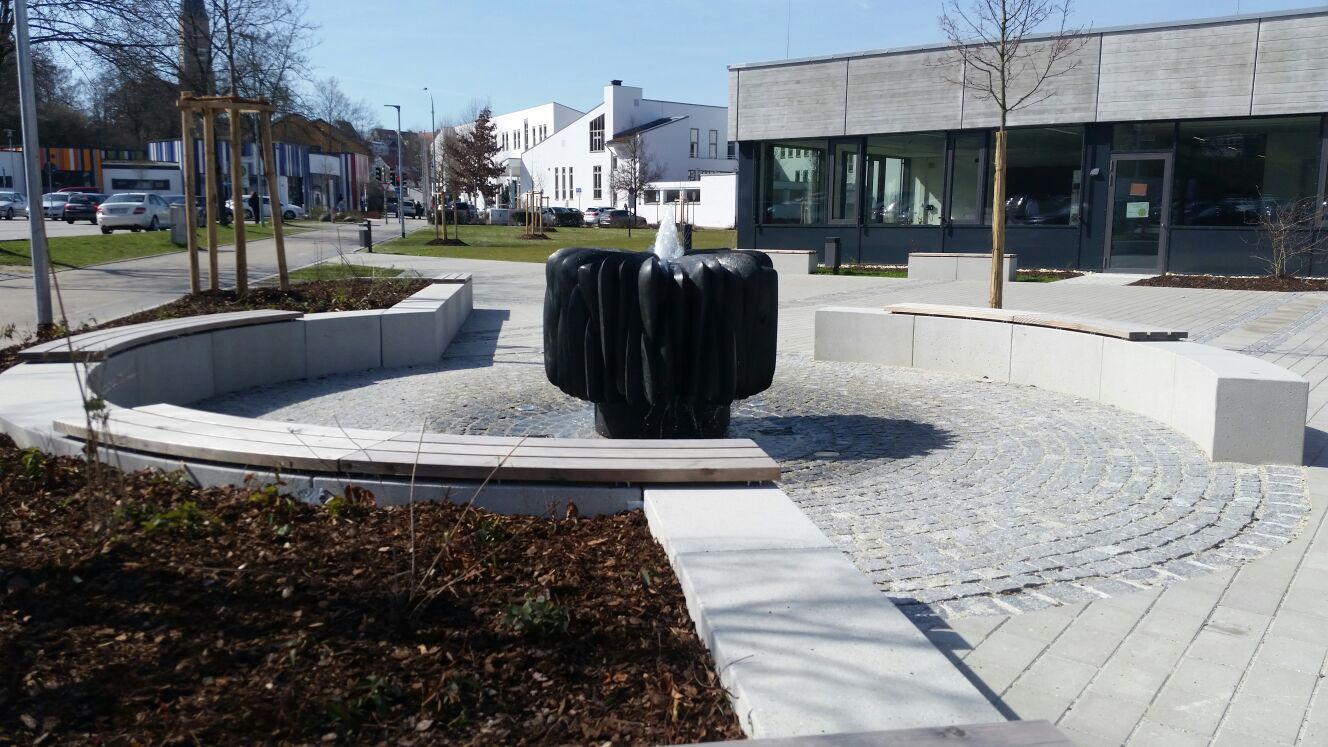
Brunnenskulptur „Vegetatives Zeichen“ am Brunnenhof des Gymnasiums, 1973 durch Joseph Michael Neustifter erstellt, 2016–2017 erneuert und baulich neu gefasst

## Geschichte

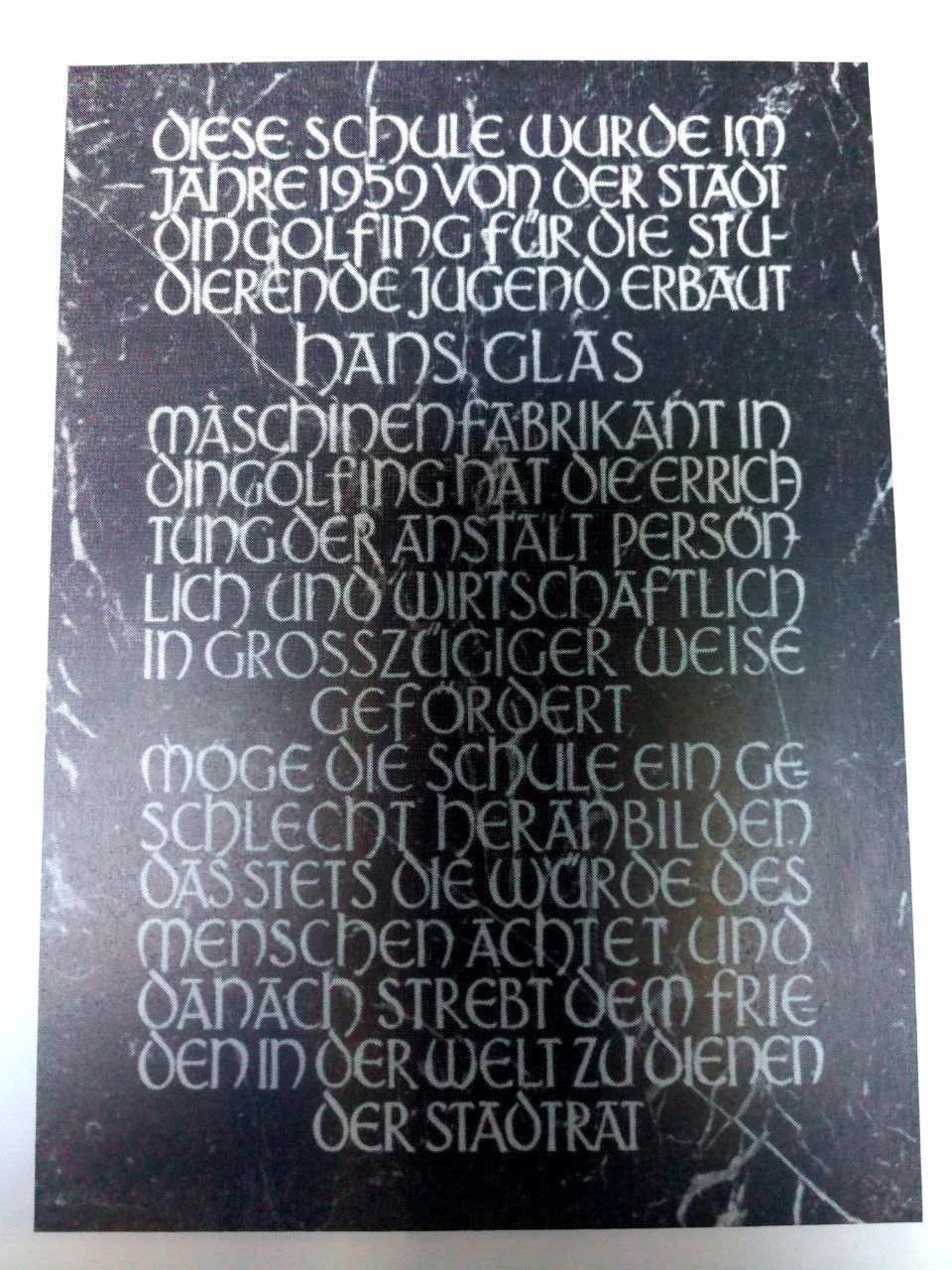
Gedenktafel zur Errichtung des ersten Schulgebäudes 1959 mit Würdigung der Verdienste von Hans Glas

Mitte der fünfziger Jahre kam es in der Standortfrage für eine höhere Schule zu einem Wettstreit zwischen Dingolfing und Landau. Dingolfing bekam schließlich den Zuschlag. Die am 22. August 1957 als „Staatliche Oberrealschule Dingolfing“ gegründete Einrichtung nahm im September 1957 in den Räumen der Mittelschule den Betrieb auf. Erster Leiter der Schule wurde Dr. Dietrich Lucas. 1966 schließlich erhielten die ersten vollständig in Dingolfing ausgebildeten Schüler ihr Abitur. Die Stadt Dingolfing erbaute an der Pestalozzistraße ein neues Schulgebäude, das heute der Grundschule Altstadt dient. 1972 übernahm der Landkreis die Sachaufwandschaftsträgerschaft; in der Folge wurde in den Jahren 1974/75 unter Landrat Fritz Ettengruber am Rande der damals noch nicht befestigten Dingolfinger „Kirtawiese“ ein neues, größeres Schulgebäude im Stil der 70er Jahre erbaut, welches sich mit seinem terrassenartigen Aufbau architektonisch dem Isarhang angliedern sollte. Architekturhistorisch konnte man das ursprüngliche Gebäude als landschaftlich angeordneten Großbaukörper betrachten, wie es typisch für diese Zeit war. Mittlerweile ist dieses Konzept durch zahlreiche Um- und Anbauten am Gebäude selbst und in dessen Umgebung nicht mehr erkennbar. Merkmale der Innengestaltung waren eine durch verschiebbare Wände und wenige tragende Elemente garantierte große Flexibilität in der Gestaltung der Raumgrößen. Außerdem gab es ein ebenfalls für die 1970er Jahre typisches ausgeklügeltes System an Piktogrammen, die auf die einzelnen Fachbereiche verwiesen und große Ähnlichkeit mit den Piktogrammen Otl Aichers hatten. Hydrokultur-Beete zur Verbesserung des Raumklimas waren beispielsweise im Eingangsbereich vorhanden. Nach diversen Erweiterungen und Umbauten im Laufe der Jahre (u. a. Sanierung des naturwissenschaftlichen Traktes, Anbau eines Flügels für die Unterstufe, Errichtung eines Mensagebäudes) wurde bis 2017 eine Generalsanierung durchgeführt. Im Zuge dessen zog die bis dahin im Gebäude untergebrachte Kreisbücherei des Landkreises an den Marienplatz, wodurch der Schule seitdem eine größere Fläche zur Verfügung steht. Der flexible Charakter des Schulgebäudes und die ursprüngliche Konzeption sind seitdem nur noch rudimentär erkennbar. Im selben Jahr konnte die Schule ihr sechzigjähriges Bestehen feiern.

## Leitung
- 1957–1986: Dietrich Lucas
- 1986–2003: Adolf Ernst Krist
- 2003–2018: Angelika Wallner
- 2018–2024: Helmut Ettengruber[15]
- seit 2024: Kerstin Schieler[16]

## Persönlichkeiten
- Heinrich Trapp (* 1951), Politiker (SPD)
- Udo Egleder (* 1951), Politiker (SPD)
- Klaus Zierer (* 1976), Erziehungswissenschaftler
- Christoph Nußbaumeder (* 1978), Dramatiker und Autor
- Hanna Ihedioha (* 1997), Snowboarderin
- Günther Filus, Bildender Künstler und Lithograph, von 1960 bis 2000 Kunsterzieher am Gymnasium Dingolfing[17]